# ネットワーク・コンピューティング
ネットワーク・コンピューティング（英: network computing、NC）とは、ネットワークを中心としたコンピュータの利用形態のこと。ネットワーク・セントリック・コンピューティング（ネットワーク中心コンピューティング、network-centric computing、NCC）ともいう。

## 概要
コンピュータの利用形態は、歴史的には以下の潮流と考えられる。
- 1960年代からのメインフレームを中心とした集中処理(host-centric computing)
- 1990年代からのクライアントサーバを中心とした分散処理
- 1990年代後半からのインターネットやWebに代表されるネットワークを中心とした新しい集中処理

例えば複数のコンピュータの構成図を描く場合、従来は大型のコンピュータは上部に、端末やクライアントは下部に、ネットワークはその間に描かれたが、ネットワーク・コンピューティングの場合は上部にネットワークを描き、多数のコンピュータがぶらさがっており、ネットワーク経由で相互に必要な処理を行うイメージといえる。
ネットワーク・コンピューティングの考えや用語はサン・マイクロシステムズを含め以前からあったが、1995年 COMDEXでのIBM会長ルイス・ガースナーによる提唱で広まった。当初はネットワーク・セントリック・コンピューティング（ネットワーク中心コンピューティング、NCC）と呼ばれたが、1996年夏頃から単にネットワーク・コンピューティングと呼ばれるようになった。
背景として、回線の低価格化、インターネットに代表される各種ネットワークの標準化の進展があった。
IBMは当時、各製品のネットワーク対応（TCP/IP、Web、Javaなど）を進め、一部の製品名を改称した（NetVista、Network Printerなど）。更にネットワークコンピュータであるIBM Network Stationも発表したが、これは普及しなかった。IBMは1997年に、ネットワークコンピューティングを更に発展させたというe-ビジネス(e-Business)を提唱し、以後はe-ビジネスが強調されていった。
現在のグリッドコンピューティングやクラウドコンピューティングも、ネットワークコンピューティングの1形態と考えることができる。

## 備考
- 略称のNCは、ネットワークコンピュータの略称とされる場合の方が多いので要注意である。